# Väter allein zu Haus: Gerd
Gerd ist ein deutscher Fernsehfilm von Jan Martin Scharf aus dem Jahr 2019. Es handelt sich um die erste der vier Episoden der Minireihe Väter allein zu Haus, bei der vier auf unterschiedliche Weise überforderte Väter aus Wuppertal im Mittelpunkt stehen. In der jeweiligen Episode, die den Vornamen des entsprechenden Vaters trägt, wird das Leben dieses geplagten Vaters beleuchtet. Als erster Vater wird Gerd, verkörpert von Peter Lohmeyer, vorgestellt. Seine Partnerin Michaela wird von Christina Große gespielt. In tragenden Rollen sind Gerds Freunde, verkörpert von Tim Oliver Schultz, David Rott und Tobias van Dieken besetzt. Felicitas Woll ist als Ärztin Judith Lanius zu sehen, Lilli Ogaj, Lorna zu Solms und Zoe Moore sind Laura, Nele und Lucy, die Töchter von Gerd, die er mit drei unterschiedlichen Frauen hat.
Arne Nolting und Jan Martin Scharf griffen bei der Erstellung des Drehbuchs auf die australische horizontal erzählte Serie House Husbands zurück, die über fünf Staffeln ging. Sie hätten sich an ‚House Husband‘ orientiert, die Storys aber dramaturgisch komplett anders gebaut.

## Handlung
Gerd Frick, ein leidenschaftlicher Haussanierer, besitzt einen kleinen Handwerksbetrieb und hat drei Töchter von drei unterschiedlichen Frauen. Seiner Partnerin Michaela hat er das Versprechen gegeben, sobald die gemeinsame Tochter Laura in die Schule kommt, wird er die Betreuung des Kindes übernehmen, sodass Michaela in ihren Beruf als Krankenschwester zurückkehren kann. Gerd hat Michaela schon mehr als einmal einen Heiratsantrag gemacht, den sie jedoch nie angenommen hat. Sie hat ihm zugesichert, seinen Antrag endlich anzunehmen, wenn er seine Aufgabe als verantwortungsvoller Vater und umsichtiger Hausmann zu ihrer Zufriedenheit erfüllt. Michaela schlägt Gerd vor, seinen kleinen Betrieb, der sowieso nicht mehr so gut laufe, zu verkaufen. Er solle also alles aufgeben, meint Gerd. Genau das, was ich die letzten Jahre gemacht habe, entgegnet Michaela.
Gleich am ersten Schultag kommt es zu einem Vorfall, der die Mütter der betroffenen Kinder in Aufregung versetzt. Gerd überlässt seiner Tochter Laura den Autoschlüssel, die daraufhin in einem unbeaufsichtigten Moment weitere Kinder ins väterliche Auto einlädt und einen Auffahrunfall auf dem Schulhof verursacht. Die Direktorin lädt Gerd und seine Freunde vor, kann jedoch mit deren kruden Argumenten nichts anfangen und gibt resigniert auf. Zu Hause wartet eine weitere unangenehme Überraschung auf Gerd, Michaela lässt ihn wissen, dass sie ihn nun doch lieber nicht heiraten wolle, er habe schon zwei Ehen in den Sand gesetzt und sie wolle nicht die dritte auf der Liste der gescheiterten Beziehungen sein.
Andere Sorgen plagen Gerds neuen Freund Timo Savona, dessen Beziehung mit seiner Frau Nicki gescheitert ist. Sie ist jetzt mit seinem Manager zusammen. Timo war Fußballprofi. Das Paar hat allerdings drei gemeinsame Kinder, die Zwillinge Tom und Louis und die kleine Lilly, um die es sich weiterhin gemeinsam kümmert. Als Lilly bei ihm war, ist deren Kuschelhase, ohne den sie nicht einschlafen kann, abhandengekommen. Nun ist Timo auf der Suche nach ihm. Gerd ist ihm bei der Wiederbeschaffung behilflich. Nicki ist beeindruckt, als er mit dem Hasen vor ihrer Tür steht.
Gerd lernt die Maklerin Renate Maurer kennen, die ihn hinsichtlich seines Entschlusses, sich nur noch um Haushalt und Kind zu kümmern, ins Wanken geraten lässt. Und dann steht auch noch seine 17-jährige Tochter Nele vor der Tür, die er in Australien wähnt, und ist hochschwanger. Als Gerd sich den Vater von Neles Kind vorknöpfen will, stößt er auf einen verstörten Minderjährigen, der von Nele verlassen worden ist, und den sie nur benutzt hat, weil dessen älterer Bruder Lukas sich nicht für sie interessiert hat. Da Nele nicht zu ihrer Mutter möchte, richtet Gerd das Gartenhaus für sie her, in dem sie mit Michaelas Zustimmung erst einmal zumindest bis zur Geburt ihres Kindes bleiben kann.
Als Gerd Michaela zum Essen und in die Oper einlädt, obwohl er selbst Oper eher ermüdend findet, ist sie angenehm überrascht. Noch überraschter ist sie, als sie vor dem geschlossenen Gebäude stehen, aber trotzdem Einlass finden. Im Theatersaal befinden sich bereits Timo, Mark und Andreas, mit denen zusammen Gerd diese Überraschung für Michaela ausgeheckt hat. Von der Bühne herunter spricht Gerd zu Michaela und sagt ihr sehr beredt, wie viel sie ihm bedeutet, um am Ende auf die Knie zu fallen und ihr erneut die Frage zu stellen, ob sie seine Frau werden wolle. Michaela ist tief berührt, und diesmal lautet ihre Antwort „Ja“.

## Produktion

### Produktionsnotizen, Veröffentlichung

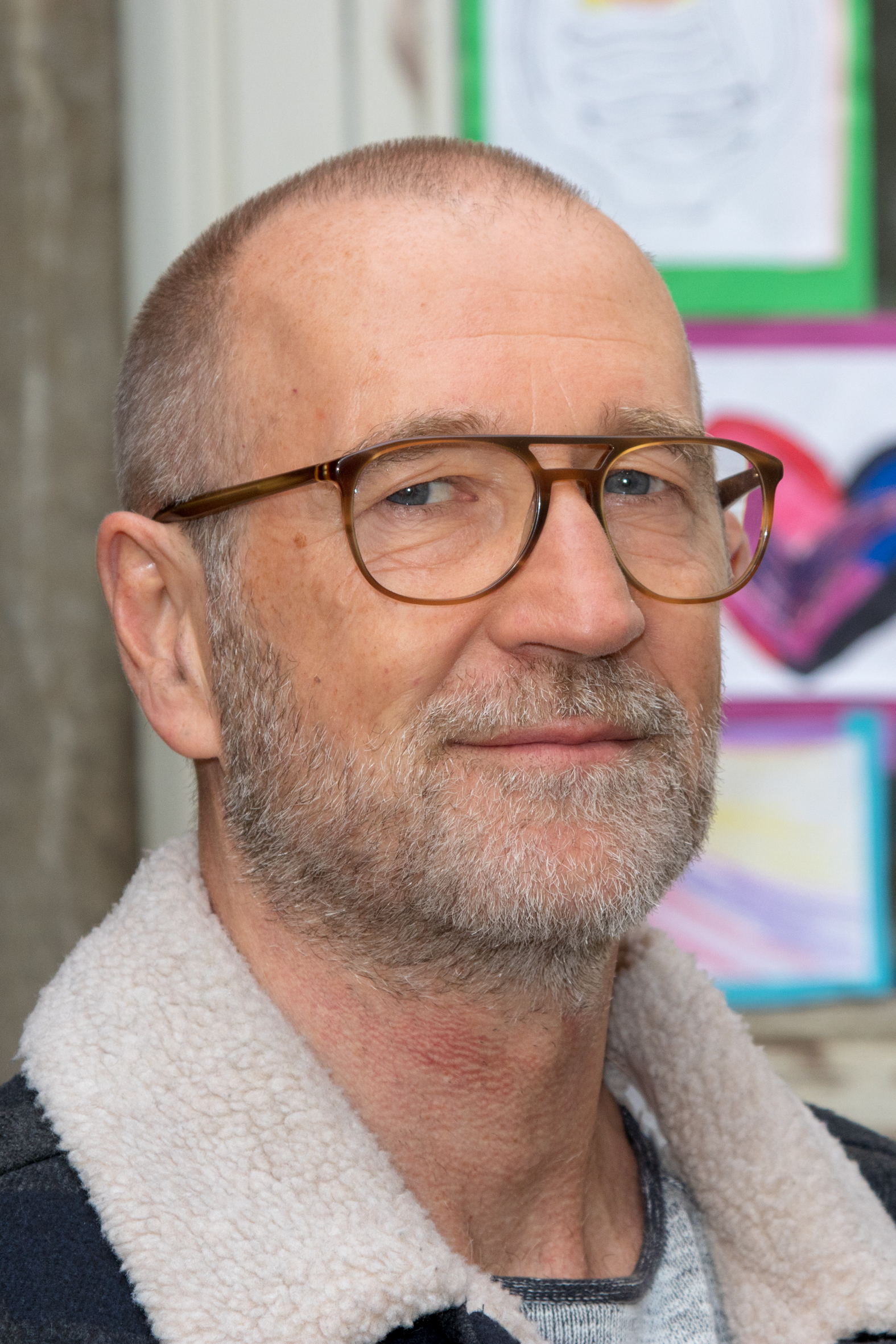
Peter Lohmeyer, der Darsteller des Gerd

Die erste Folge mit dem Titel Gerd wurde vom 8. Oktober bis zum 7. Dezember 2018 an Schauplätzen in Köln und Wuppertal gedreht. Mehrfach im Film zu sehen ist auch Wuppertals Wahrzeichen, die Schwebebahn. Gedreht wurde auch an der Grundschule Mainzer Straße in Köln. Für die Produktion zeichnete die Bavaria Fiction GmbH verantwortlich, die den Film im Auftrag von ARD-Degeto und dem Westdeutschen Rundfunk Köln für das Erste erstellte. Die zuständigen Redakteurinnen beim WDR waren Claudia Bach und Corinna Liedtke, der zuständige Redakteur bei der ARD Degeto Stefan Kruppa.
Die Erstausstrahlung des Films fand am 13. September 2019 im Programm der ARD Das Erste statt.

### Hintergrund
Peter Lohmeyer antwortete auf die Frage, was ihm durch den Kopf gegangen sei, als er das Drehbuch zu ‚Gerd‘ gelesen habe, dass ihm gefallen habe, dass es „intelligent geschrieben“ sei und ihn „etwas angeh[e]“. Ihm habe „auch der Humor gefallen“. Auf die Frage, ob er sich das australische Vorbild angesehen habe, meinte Lohmeyer, da habe er „bewusst die Finger von gelassen“ und sich gesagt: „Ich gucke es mir danach an.“ In seiner Figur sei „viel Peter Lohmeyer drin“. Dass er selbst mehrfacher Vater sei, helfe natürlich. Zu den Dreharbeiten befragt, antwortete er, in diesem Fall seien „das alle gute Jungs“, und es habe „wahnsinnig viel Spaß gemacht, mit ihnen zu arbeiten. So viel Spaß, dass man auf jeden Fall auch noch einen vierten Film drehen“ wolle. Bei ‚Väter allein zu Haus‘ sei „eine richtig gute Truppe zusammengekommen“. Christina Große meinte, die Leichtigkeit des Stoffes habe sie gereizt.
Auf die Frage an Arne Nolting und Jan Martin Scharf, was sie aus dem australischen Vorbild hätten übernehmen können, antwortete Scharf, „die Figuren, die Figurenkonstellationen, vor allem die Freundschaft zwischen diesen doch sehr unterschiedlichen Vätern“. Die Ereignisse und Abenteuer, die sie miteinander erlebt hätten, habe man dann auf bislang drei Filme verdichtet und vor allen Dingen habe man eines gemacht und sich pro Film auf einen dieser Väter konzentriert und dessen Geschichte – und auch seine Beziehungsgeschichte – näher ausgeleuchtet. Nolting ergänzte, dass dadurch jeder Film auch für sich allein funktioniere. Trotzdem empfehle er, sich alle Filme in der Reihenfolge ihrer Ausstrahlung anzuschauen. Grundsätzlich sei es natürlich gut, wenn es schon eine Vorlage gebe, aber trotzdem müsse man sich diese dann zu eigen machen, auch im Hinblick auf die kulturellen Unterschiede. Im Schreibprozess setze sich die eigene Handschrift irgendwann durch, sodass das Ausgangsmaterial dann „eine Art Trampolin“ sei, „das uns in den kreativen Prozess geschossen“ hat. Das fange schon damit an, dass die Geschichte, die in einem australischen Vorort spiele, nun nach Wuppertal verlegt worden sei, ebenso unterscheide sich der australische Schulalltag sehr vom deutschen. Angesprochen darauf, dass sie beide schon ziemlich lange ein Team bilden würden, bestätigten Nolting und Scharf, dass sie tatsächlich seit 20 Jahren die allermeisten Projekte zusammen gemacht hätten.

## Rezeption

### Einschaltquote
Der Film wurde bei seiner Erstausstrahlung von 3,42 Mio. Zuschauern eingeschaltet, der Marktanteil lag bei 13,2 Prozent.

### Kritik
TV Spielfilm zeigte mit dem Daumen nach oben und schrieb, „abgehoben“ sei hier „nur die Schwebebahn“, denn die deutsche Version einer australischen Serie, die in Wuppertal entstanden sei, besteche durch den „schön geerdete[n], teils absurde[n] Humor“.
Tom Heise meinte in der Neuen Osnabrücker Zeitung, der Film stelle „augenzwinkernd zur Musik von Johnny Cash Geschlechterklischees auf den Kopf und hinterfrag[e] so immer noch bestehendes Rollendenken“. Die Komödie biete dem Zuschauer durchaus einen „Mehrwert“, der „ein oder andere“ werde sich „trotz ironischer Überhöhung in manchen Situationen wiederfinden. Das sehenswert spielende Ensemble, zu dem auch Felicitas Woll“ gehöre, nehme „seine Figuren ernst“.
In der Fernsehzeitschrift Prisma verwies Wilfried Geldner darauf, dass „von Beginn an viel aufs Tempo gedrückt“ werde. „Ganz gegen die – etwa von Peter Lohmeyer – eigens bekundete Absicht, nur ja nicht zu viel zu ‚spielen‘ und womöglich komisch sein zu wollen“, werde „viel theatralisiert, mit Gesten, Blicken, ohrwurmigen Stimmen“. Mitunter glaube man, „nicht zuletzt als es in der Wuppertaler Schwebebahn einen verlorenen Plüschohrhasen zu suchen gilt, Til Schweiger schwebe über dem Ganzen“. Das schwanke „ein bisschen zu viel zwischen Comedy und Dramödie“. Gelobt wurde das kleine Drama im Film mit der schwangeren Tochter. Das sei ein kleiner Film im Film, der auch die schönsten Bilder zeitige, wenn Vater und Tochter im riesigen Krautfeld sitzen, über das die Tochter gerade habe flüchten wollen, und sich ihr Leben beichten. Endlich mal Szenen jenseits von kraftmeiernder Komik und aufgesetzter Weinerlichkeit.
Rainer Tittelbach befasste sich auf seiner Seite tittelbach.tv mit dem Film, dem er 4,5 von 6 möglichen Sternen gab, und fasste zusammen: „Hausmann sein heißt in ‚Väter allein zu Haus‘ nicht: der Mann im Hause sein. Denn das Sagen haben überwiegend die Frauen in dem launigen Mehrteiler […] – obwohl die Männer im Mittelpunkt dieser Freitagsabendfilme stehen. Die sehen das ähnlich und nehmen es mit einem Schmunzeln: ‚Wir warten auf die Frau, die wir lieben, und die sagt uns dann, was wir tun sollen.‘ Ja, es geht um die berühmten Geschlechterklischees. Dabei haben Arne Nolting […] und Jan Martin Scharf […] vor allem den Alltag und dessen Bewältigung im Blick; entsprechend leicht und locker ist das Ganze erzählt, ohne allzu großen Tiefgang zwar, aber auch ohne falsches Botschafts-Bohei und ohne künstliche Dramatisierung. Flüssig und flott ist auch die Inszenierung, mit Ellipsen zur rechten Zeit und gutem komödiantischem Timing. Der Cast ist – in den Startepisoden – exquisit, nur die Heller-als-hell-Ausleuchtung stört ein bisschen.“ Peter Lohmeyer gebe den Gerd „gewohnt cool & lässig“. Auch die Partner hätten „Klasse“, führt Tittelbach aus, „Christina Große“ setze „ein Lächeln auf, bei dem selbst der größte Macho klein beigeben“ müsse.
Auf der Seite evangelisch.de bewertete Tilmann P. Gangloff den Film. „Dank der warmen Farben, der gefälligen Musik […] sowie eine Gerds Alter angemessene Songauswahl (Johnny Cash, Pink Floyd, Neil Young)“ verbreite der Film „allerdings ein ausgesprochen positives Lebensgefühl. Sehenswert neben der Grundidee, typische Rollenklischees einfach umzukehren“, sei „nicht zuletzt auch das vorzüglich zusammengestellte Ensemble“. Die „guten Leistungen der erwachsenen Schauspieler“ seien „nicht weiter überraschend, aber auch die jungen Mitwirkenden füg[t]en sich bestens ein, allen voran Lorna zu Solms, die ihre Sache ganz ausgezeichnet“ mache. „Ähnlich sehenswert“ sei „Yasemin Cetinkaya als sehr jugendlich wirkende dreifache Mutter von Timos Kindern“.